# Cúp Volpi cho nam diễn viên xuất sắc nhất
Cúp Volpi cho Nam diễn viên chính xuất sắc nhất (tiếng Ý: Coppa Volpi per la migliore Interpretazione maschile) là giải thưởng chính được trao cho các diễn viên tại Liên hoan phim Venice và được đặt tên để vinh danh Bá tước Giuseppe Volpi di Misurata, người sáng lập Liên hoan phim Venice. Tên và số lượng giải thưởng đã được thay đổi nhiều lần kể từ khi được giới thiệu, từ hai đến bốn giải cho mỗi ấn bản và đôi khi ghi nhận cả các tiết mục dẫn đầu và phụ.
Liên hoan phim chính thức tranh tài lần đầu tiên vào năm 1934. Giải diễn xuất được đặt tên là Grande medaglia d'oro dell'Associazione Nazionale Fascista dello Spettacolo per il migliore attore (Huy chương vàng lớn của Hiệp hội Giải trí Phát xít Quốc gia dành cho Nam diễn viên chính xuất sắc nhất). Sau 4 năm gián đoạn do chiến tranh, liên hoan phim một lần nữa lại có tính cạnh tranh vào năm 1947. Giải thưởng diễn xuất ngay sau chiến tranh được mang tên Premio Internazionale per il migliore attore (Giải Quốc tế cho Nam diễn viên chính xuất sắc nhất).

## Chiến thắng
Các diễn viên sau đã nhận được Cúp Volpi hoặc Giải Nam diễn viên chính xuất sắc nhất khác:
| ‡ | Cho biết người chiến thắng Nam diễn viên phụ xuất sắc nhất |

| Năm | Diễn Viên                                    | Vai Diễn                                     | Tựa Tiếng Anh                                              | Tựa Gốc                                                    |
| 1930s | 1930s                                        | 1930s                                        | 1930s                                                      | 1930s                                                      |
| Được trao giải "Nam diễn viên xuất sắc nhất"                                                                       | Được trao giải "Nam diễn viên xuất sắc nhất" | Được trao giải "Nam diễn viên xuất sắc nhất" | Được trao giải "Nam diễn viên xuất sắc nhất"               | Được trao giải "Nam diễn viên xuất sắc nhất"               |
| --- | -------------------------------------------- | -------------------------------------------- | ---------------------------------------------------------- | ---------------------------------------------------------- |
| 1932 | Fredric March [A]                            | Dr. Henry Jekyll / Mr. Edward Hyde           | Dr. Jekyll and Mr. Hyde                                    | Dr. Jekyll and Mr. Hyde                                    |
| Được trao giải "Huy chương vàng lớn của Hiệp hội giải trí phát xít quốc gia cho nam diễn viên chính xuất sắc nhất" |                                              |                                              |                                                            |                                                            |
| 1934 | Wallace Beery                                | Pancho Villa                                 | Viva Villa!                                                | Viva Villa!                                                |
| Được trao giải "Cup Volpi cho Nam diễn viên chính xuất sắc nhất"                                                   |                                              |                                              |                                                            |                                                            |
| 1935 | Pierre Blanchar                              | Rodion Raskolnikov                           | Crime and Punishment                                       | Crime et châtiment                                         |
| 1936 | Paul Muni                                    | Louis Pasteur                                | The Story of Louis Pasteur                                 | The Story of Louis Pasteur                                 |
| 1937 | Emil Jannings                                | Matthias Clausen                             | Der Herrscher                                              | Der Herrscher                                              |
| 1938 | Leslie Howard                                | Professor Henry Higgins                      | Pygmalion                                                  | Pygmalion                                                  |
| 1940s |                                              |                                              |                                                            |                                                            |
| 1941 | Ermete Zacconi                               | Don Geronimo Buonaparte                      | Don Buonaparte                                             | Don Buonaparte                                             |
| 1942 | Fosco Giachetti                              | Captain Enrico Berti                         | Bengasi                                                    | Bengasi                                                    |
| Được trao giải "Giải thưởng quốc tế cho nam diễn viên xuất sắc nhất"                                               |                                              |                                              |                                                            |                                                            |
| 1947 | Pierre Fresnay                               | Vincent de Paul                              | Monsieur Vincent                                           | Monsieur Vincent                                           |
| 1948 | Ernst Deutsch                                | Scharf                                       | The Trial                                                  | Der Prozeß                                                 |
| 1949 | Joseph Cotten                                | Eben Adams                                   | Portrait of Jennie                                         | Portrait of Jennie                                         |
| 1950s |                                              |                                              |                                                            |                                                            |
| 1950 | Sam Jaffe                                    | Erwin "Doc" Riedenschneider                  | The Asphalt Jungle                                         | The Asphalt Jungle                                         |
| Được trao giải "Cup Volpi cho Nam diễn viên chính xuất sắc nhất"                                                   |                                              |                                              |                                                            |                                                            |
| 1951 | Jean Gabin                                   | Raymond Pinsard                              | The Night Is My Kingdom                                    | La nuit est mon royaume                                    |
| 1952 | Fredric March                                | Willy Loman                                  | Death of a Salesman                                        | Death of a Salesman                                        |
| 1953 | Henri Vilbert                                | François Dupont                              | Good Lord Without Confession                               | Good Lord Without Confession                               |
| 1954 | Jean Gabin [B]                               | Victor Le Garrec                             | The Air of Paris                                           | L'Air de Paris                                             |
| | Jean Gabin [B]                               | Max                                          | Touchez pas au grisbi                                      | Touchez pas au grisbi                                      |
| 1955 | Curd Jürgens                                 | Wolf Gerke                                   | Les héros sont fatigués                                    | Les héros sont fatigués                                    |
| 1955 | Kenneth More                                 | Freddie Page                                 | The Deep Blue Sea                                          | The Deep Blue Sea                                          |
| 1956 | Bourvil                                      | Marcel Martin                                | La Traversée de Paris                                      | La Traversée de Paris                                      |
| 1957 | Anthony Franciosa                            | Polo Pope                                    | A Hatful of Rain                                           | A Hatful of Rain                                           |
| 1958 | Alec Guinness                                | Gulley Jimson                                | The Horse's Mouth                                          | The Horse's Mouth                                          |
| 1959 | James Stewart                                | Paul Biegler                                 | Anatomy of a Murder                                        | Anatomy of a Murder                                        |
| 1960s |                                              |                                              |                                                            |                                                            |
| 1960 | John Mills                                   | Lt. Col. Basil Barrow                        | Tunes of Glory                                             | Tunes of Glory                                             |
| 1961 | Toshiro Mifune                               | Sanjuro                                      | Yojimbo                                                    | 用心棒                                                     |
| 1962 | Burt Lancaster                               | Robert Stroud                                | Birdman of Alcatraz                                        | Birdman of Alcatraz                                        |
| 1963 | Albert Finney                                | Tom Jones                                    | Tom Jones                                                  | Tom Jones                                                  |
| 1964 | Tom Courtenay                                | Private Arthur Hamp                          | King and Country                                           | King and Country                                           |
| 1965 | Toshiro Mifune                               | Dr. Kyojō Niide                              | Red Beard                                                  | 赤ひげ                                                     |
| 1966 | Jacques Perrin                               | Michele                                      | Un uomo a metà                                             | Un uomo a metà                                             |
| 1967 | Ljubiša Samardžić                            | Mali                                         | The Morning                                                | Jutro                                                      |
| 1968 | John Marley                                  | Richard Forst                                | Faces                                                      | Faces                                                      |
| 1980s |                                              |                                              |                                                            |                                                            |
| Được trao giải "Nam diễn viên chính xuất sắc nhất"                                                                 |                                              |                                              |                                                            |                                                            |
| 1983 | Guy Boyd                                     | Rooney                                       | Streamers                                                  | Streamers                                                  |
| 1983 | George Dzundza                               | Cokes                                        | Streamers                                                  | Streamers                                                  |
| 1983 | David Alan Grier                             | Roger                                        | Streamers                                                  | Streamers                                                  |
| 1983 | Mitchell Lichtenstein                        | Richie                                       | Streamers                                                  | Streamers                                                  |
| 1983 | Matthew Modine                               | Billy                                        | Streamers                                                  | Streamers                                                  |
| 1983 | Michael Wright                               | Carlyle                                      | Streamers                                                  | Streamers                                                  |
| 1984 | Naseeruddin Shah                             | Naurangia                                    | Paar                                                       | Paar                                                       |
| 1985 | Gérard Depardieu                             | Louis Vincent Mangin                         | Police                                                     | Police                                                     |
| 1986 | Carlo Delle Piane                            | Antonio Sant'Elia                            | Christmas Present                                          | Regalo di Natale                                           |
| 1987 | Hugh Grant                                   | Clive Durham                                 | Maurice                                                    | Maurice                                                    |
| 1987 | James Wilby                                  | Maurice Hall                                 | Maurice                                                    | Maurice                                                    |
| Được trao giải "Cup Volpi cho Nam diễn viên chính xuất sắc nhất"                                                   |                                              |                                              |                                                            |                                                            |
| 1988 | Don Ameche                                   | Gino                                         | Things Change                                              | Things Change                                              |
| 1988 | Joe Mantegna                                 | Jerry                                        | Things Change                                              | Things Change                                              |
| 1989 | Marcello Mastroianni                         | Marcello                                     | What Time Is It?                                           | Che ora è?                                                 |
| 1989 | Massimo Troisi                               | Michele                                      | What Time Is It?                                           | Che ora è?                                                 |
| 1990s |                                              |                                              |                                                            |                                                            |
| 1990 | Oleg Borisov                                 | Christo Panov / Svidetel                     | The Only Witness                                           | Edinstveniyat svidetel                                     |
| 1991 | River Phoenix                                | Mikey Waters                                 | My Own Private Idaho                                       | My Own Private Idaho                                       |
| 1992 | Jack Lemmon                                  | Shelley "The Machine" Levene                 | Glengarry Glen Ross                                        | Glengarry Glen Ross                                        |
| 1993 | Fabrizio Bentivoglio                         | Pietro De Leo                                | A Soul Split in Two                                        | Un'anima divisa in due                                     |
| 1993 | Marcello Mastroianni ‡                       | Constantin Laspada                           | 1, 2, 3, Sun                                               | Un, deux, trois, soleil                                    |
| 1994 | Xia Yu                                       | Ma Xiaojun                                   | In the Heat of the Sun                                     | 陽光燦爛的日子                                             |
| 1994 | Roberto Citran ‡                             | Loris                                        | Il toro                                                    | Il toro                                                    |
| 1995 | Götz George                                  | Fritz Haarmann                               | Deathmaker                                                 | Der Totmacher                                              |
| 1995 | Ian Hart ‡                                   | Ginger                                       | Nothing Personal                                           | Nothing Personal                                           |
| 1996 | Liam Neeson                                  | Michael Collins                              | Michael Collins                                            | Michael Collins                                            |
| 1996 | Chris Penn ‡                                 | Cesarian "Chez" Tempio                       | The Funeral                                                | The Funeral                                                |
| 1997 | Wesley Snipes                                | Max Carlyle                                  | One Night Stand                                            | One Night Stand                                            |
| 1998 | Sean Penn                                    | Eddie                                        | Hurlyburly                                                 | Hurlyburly                                                 |
| 1999 | Jim Broadbent                                | W. S. Gilbert                                | Topsy-Turvy                                                | Topsy-Turvy                                                |
| 2000s |                                              |                                              |                                                            |                                                            |
| 2000 | Javier Bardem                                | Reinaldo Arenas                              | Before Night Falls                                         | Before Night Falls                                         |
| 2001 | Luigi Lo Cascio                              | Antonio                                      | Light of My Eyes                                           | Luce dei miei occhi                                        |
| 2002 | Stefano Accorsi                              | Dino Campana                                 | A Journey Called Love                                      | Un viaggio chiamato amore                                  |
| 2003 | Sean Penn                                    | Paul Rivers                                  | 21 Grams                                                   | 21 Grams                                                   |
| 2004 | Javier Bardem                                | Ramón Sampedro                               | The Sea Inside                                             | Mar adentro                                                |
| 2005 | David Strathairn                             | Edward R. Murrow                             | Good Night, and Good Luck                                  | Good Night, and Good Luck                                  |
| 2006 | Ben Affleck                                  | George Reeves                                | Hollywoodland                                              | Hollywoodland                                              |
| 2007 | Brad Pitt                                    | Jesse James                                  | The Assassination of Jesse James by the Coward Robert Ford | The Assassination of Jesse James by the Coward Robert Ford |
| 2008 | Silvio Orlando                               | Michele Casali                               | Giovanna's Father                                          | Il papà di Giovanna                                        |
| 2009 | Colin Firth                                  | George Falconer                              | A Single Man                                               | A Single Man                                               |
| 2010s |                                              |                                              |                                                            |                                                            |
| 2010 | Vincent Gallo                                | Mohammed                                     | Essential Killing                                          | Essential Killing                                          |
| 2011 | Michael Fassbender                           | Brandon Sullivan                             | Shame                                                      | Shame                                                      |
| 2012 | Philip Seymour Hoffman                       | Lancaster Dodd                               | The Master                                                 | The Master                                                 |
| 2012 | Joaquin Phoenix                              | Freddie Quell                                | The Master                                                 | The Master                                                 |
| 2013 | Themis Panou                                 | Father                                       | Miss Violence                                              | Miss Violence                                              |
| 2014 | Adam Driver                                  | Jude                                         | Hungry Hearts                                              | Hungry Hearts                                              |
| 2015 | Fabrice Luchini                              | Michel Racine                                | Courted                                                    | L'Hermine                                                  |
| 2016 | Oscar Martínez                               | Daniel Mantovani                             | The Distinguished Citizen                                  | El Ciudadano Ilustre                                       |
| 2017 | Kamel El Basha                               | Yasser Abdallah Salameh                      | The Insult                                                 | L'insulte                                                  |
| 2018 | Willem Dafoe                                 | Vincent van Gogh                             | At Eternity's Gate                                         | At Eternity's Gate                                         |
| 2019 | Luca Marinelli                               | Martin Eden                                  | Martin Eden                                                | Martin Eden                                                |
| 2020s |                                              |                                              |                                                            |                                                            |
| 2020 | Pierfrancesco Favino                         | Alfonso                                      | Padrenostro                                                | Padrenostro                                                |
| 2021 | John Arcilla                                 | Sisoy Salas                                  | On the Job: The Missing 8                                  | On the Job: The Missing 8                                  |
| 2022 | Colin Farrell                                | Pádraic Súilleabháin                         | The Banshees of Inisherin                                  | The Banshees of Inisherin                                  |
| 2023 | Peter Sarsgaard                              | Saul                                         | Memory                                                     | Memory                                                     |

## Kỷ lục
The following individuals have received multiple Best Actor awards:
| Chiến Thắng | Diễn Viên            | Quốc Tịch   | Phim                                                                            |
| ----------- | -------------------- | ----------- | ------------------------------------------------------------------------------- |
| 2           | Fredric March        | Hoa Kỳ      | Dr. Jekyll and Mr. Hyde (1932), Death of a Salesman (1952)                      |
| 2           | Jean Gabin           | Pháp        | The Night Is My Kingdom (1951), The Air of Paris & Touchez pas au grisbi (1954) |
| 2           | Toshiro Mifune       | Nhật Bản    | Yojimbo (1961), Red Beard (1965)                                                |
| 2           | Marcello Mastroianni | Ý           | What Time Is It? (1989), 1, 2, 3, Sun (1993)                                    |
| 2           | Sean Penn            | Hoa Kỳ      | Hurlyburly (1998), 21 Grams (2003)                                              |
| 2           | Javier Bardem        | Tây Ban Nha | Before Night Falls (2000), The Sea Inside (2004)                                |